# Кошелевицы
Кошелевицы — деревня в Плюсском районе Псковской области. Входит в городское поселение Плюсса.

## География
Деревня расположена на реке Плюссе, в 8 км к северу от районного центра — посёлка Плюсса.

## Население
| 2001 | 2002 | 2010 |
| ---- | ---- | ---- |
| 371  | ↘347 | ↘261 |

Численность населения деревни составляла 371 житель по оценке на конец 2000 года

## История
До 2015 года деревня входила в Плюсскую волость, до 1995 года — в Плюсский сельсовет.